# Club Deportivo Huétor Tájar
El Club Deportivo Huétor Tájar es un club de fútbol de Huétor Tájar (Granada) España que milita actualmente en Tercera División de España. Por primera vez en su historia, el CD Huétor Tájar debuta en la Tercera División de España en la temporada 2009–2010. Esta temporada 2022-23 debuta por primera vez en su historia para la Copa del Rey donde se medirá al Albacete Balompié (LaLiga Smartbank), al quedar la temporada 21-22, como uno de los mejores subcampeones de toda la Tercera División.

## Uniforme
- Uniforme titular: Camiseta a amarilla y azul, pantalón azul, medias amarillas y azules.
- Uniforme alternativo: Camiseta a amarilla y azul, pantalón azul, medias amarillas y azules.

## Historial
- Temporadas en Tercera División: 7
- Temporadas en Primera División de Andalucía: 1

| Historial del C.D. Huétor Tájar en las últimas temporadas | Historial del C.D. Huétor Tájar en las últimas temporadas | Historial del C.D. Huétor Tájar en las últimas temporadas | Historial del C.D. Huétor Tájar en las últimas temporadas | Historial del C.D. Huétor Tájar en las últimas temporadas | Historial del C.D. Huétor Tájar en las últimas temporadas | Historial del C.D. Huétor Tájar en las últimas temporadas | Historial del C.D. Huétor Tájar en las últimas temporadas | Historial del C.D. Huétor Tájar en las últimas temporadas | Historial del C.D. Huétor Tájar en las últimas temporadas | Historial del C.D. Huétor Tájar en las últimas temporadas | Historial del C.D. Huétor Tájar en las últimas temporadas |
| Temporada                                                 | Categoría                                                 | Observaciones                                             | Puesto                                                    | PJ                                                        | PG                                                        | PE                                                        | PP                                                        | GF                                                        | GC                                                        | DG                                                        | Ptos.                                                     |
| --------------------------------------------------------- | --------------------------------------------------------- | --------------------------------------------------------- | --------------------------------------------------------- | --------------------------------------------------------- | --------------------------------------------------------- | --------------------------------------------------------- | --------------------------------------------------------- | --------------------------------------------------------- | --------------------------------------------------------- | --------------------------------------------------------- | --------------------------------------------------------- |
| 2014/15                                                   | 3ª División Nacional Grupo IX                             | Mantiene la categoría                                     | 6º                                                        | 38                                                        | 17                                                        | 11                                                        | 10                                                        | 53                                                        | 37                                                        | +16                                                       | 62                                                        |
| 2013/14                                                   | 3ª División Nacional Grupo IX                             | Mantiene la categoría                                     | 9º                                                        | 38                                                        | 12                                                        | 10                                                        | 16                                                        | 36                                                        | 51                                                        | -15                                                       | 46                                                        |
| 2012/13                                                   | 3ª División Nacional Grupo IX                             | Mantiene la categoría                                     | 16º                                                       | 38                                                        | 14                                                        | 11                                                        | 13                                                        | 36                                                        | 42                                                        | -6                                                        | 53                                                        |
| 2011/12                                                   | 3ª División Nacional Grupo IX                             | Mantiene la categoría                                     | 14º                                                       | 40                                                        | 12                                                        | 14                                                        | 14                                                        | 50                                                        | 56                                                        | -6                                                        | 50                                                        |
| 2010/11                                                   | 3ª División Nacional Grupo IX                             | Mantiene la categoría                                     | 13º                                                       | 38                                                        | 12                                                        | 10                                                        | 16                                                        | 36                                                        | 51                                                        | -15                                                       | 46                                                        |
| 2009/10                                                   | 3ª División Nacional Grupo IX                             | Mantiene la categoría                                     | 16º                                                       | 36                                                        | 11                                                        | 5                                                         | 20                                                        | 44                                                        | 67                                                        | -23                                                       | 38                                                        |
| 2008/09                                                   | 1º División Andaluza Grupo IV                             | Asciende                                                  | 2º                                                        | 34                                                        | 19                                                        | 7                                                         | 8                                                         | 45                                                        | 31                                                        | 14                                                        | 64                                                        |
| 2007/08                                                   | Regional Preferente Granada                               | Asciende                                                  | 1º                                                        | 30                                                        | 20                                                        | 10                                                        | 0                                                         | 77                                                        | 15                                                        | 62                                                        | 70                                                        |
| 2006/07                                                   | Regional Preferente Granada                               | Mantiene la categoría                                     | 5º                                                        | 30                                                        | 14                                                        | 9                                                         | 7                                                         | 59                                                        | 32                                                        | 27                                                        | 51                                                        |
| 2005/06                                                   | Regional Preferente Granada                               | Mantiene la categoría                                     | 7º                                                        | 30                                                        | 12                                                        | 9                                                         | 9                                                         | 52                                                        | 43                                                        | 9                                                         | 45                                                        |
| 2004/05                                                   | Regional Preferente Granada                               | Mantiene la categoría                                     | 5º                                                        | 30                                                        | 17                                                        | 2                                                         | 11                                                        | 50                                                        | 44                                                        | 6                                                         | 56                                                        |
| 2003/04                                                   | Regional Preferente Granada                               | Mantiene la categoría                                     | 11º                                                       | 34                                                        | 10                                                        | 12                                                        | 12                                                        | 44                                                        | 47                                                        | -3                                                        | 42                                                        |
| 2002/03                                                   | Regional Preferente Granada                               | Mantiene la categoría                                     | 9º                                                        | 36                                                        | 13                                                        | 9                                                         | 14                                                        | 28                                                        | 40                                                        | -12                                                       | 48                                                        |
| 2001/02                                                   | Regional Preferente Granada                               | Mantiene la categoría                                     | 13º                                                       | 34                                                        | 11                                                        | 8                                                         | 15                                                        | 36                                                        | 47                                                        | -11                                                       | 41                                                        |
| 2000/01                                                   | Regional Preferente Granada                               | Mantiene la categoría                                     | 6º                                                        | 34                                                        | 16                                                        | 4                                                         | 14                                                        | 51                                                        | 42                                                        | 9                                                         | 52                                                        |
| 1999/00                                                   | Regional Preferente Granada                               | Mantiene la categoría                                     | 13º                                                       | 36                                                        | 12                                                        | 7                                                         | 17                                                        | 43                                                        | 60                                                        | -17                                                       | 43                                                        |
| 1998/99                                                   | Regional Preferente Granada                               | Mantiene la categoría                                     |                                                           |                                                           |                                                           |                                                           |                                                           |                                                           |                                                           |                                                           |                                                           |
| 1997/98                                                   | Regional Preferente Granada                               | Mantiene la categoría                                     | 12º                                                       | 36                                                        | 13                                                        | 8                                                         | 15                                                        | 60                                                        | 64                                                        | -4                                                        | 47                                                        |
| 1996/97                                                   | Regional Preferente Granada                               | Mantiene la categoría                                     | 6º                                                        | 34                                                        | 17                                                        | 6                                                         | 11                                                        | 62                                                        | 44                                                        | 18                                                        | 57                                                        |
|                                                           |                                                           |                                                           |                                                           |                                                           |                                                           |                                                           |                                                           |                                                           |                                                           |                                                           |                                                           |
| Fuente:La Preferente.com                                  |                                                           |                                                           |                                                           |                                                           |                                                           |                                                           |                                                           |                                                           |                                                           |                                                           |                                                           |

## Palmarés
- Campeón  Fase autonómica Copa Federación de Andalucía Oriental: (2) 2017-18, 2018-19

## Plantilla
- Actualizado el 27 de febrero de 2016.[1]